# Aurélie Félix
 (février 2014).
Si vous disposez d'ouvrages ou d'articles de référence ou si vous connaissez des sites web de qualité traitant du thème abordé ici, merci de compléter l'article en donnant les références utiles à sa vérifiabilité et en les liant à la section « Notes et références ».
Aurélie Felix est une athlète française, née le 26 mars 1979 à Mont-Saint-Aignan, de 1,80 m pour 62 kg, licenciée à l'ASPTT de Rouen et spécialiste du saut en longueur.

## Palmarès
- Détentrice du record de France espoir en 1999, avec 6,85 m (CE espoirs de Göteborg - meilleure performance personnelle)

- Championne d'Europe espoirs en 1999

- Championne d'Europe juniors en 1997

- 15e aux championnats du monde IAAF à Séville en 1999

- 17e aux championnats du Monde IAAF à Edmonton en 2001

- 8e aux Universiades à Pékin en 2001

- Championne de France Elite de saut en longueur en 2000, 2001, 2002 et 2003

- Championne de France en salle en 2001 et 2002 (3e en 2004)

- Meeting International du Pas-de-Calais en 1999

- Meeting International Golden League de Bruxelles et Monaco en 1999

- Meeting de Rivière-Pilote (Martinique) en 2001

- Meeting de Noisy-le-Grand en 2003

- Meeting de Pierre-Bénite en 2003, etc.

- Médaille de bronze aux championnats d'Europe espoirs en 2001

- Ancienne spécialiste du saut en hauteur : 1,80 m en cadette